# Федорівська волость (Олександрійський повіт)
Федорівська волость — історична адміністративно-територіальна одиниця Олександрійського повіту Херсонської губернії.
Станом на 1886 рік складалася з 18 поселень, 17 сільських громад. Населення — 3961 особа (2006 чоловічої статі та 1955 — жіночої), 653 дворових господарства.
|                     | Площа, десятин | У тому числі орної, дес. |
| ------------------- | -------------- | ------------------------ |
| Сільських громад    | 3530           | 3063                     |
| Приватної власності | 6514           | 4956                     |
| Казенної власності  | —              | —                        |
| Іншої власності     | 33             | 33                       |
| Загалом             | 10077          | 8052                     |

Найбільші поселення волості:
- Федорівка (Щербина) — містечко річці Боковенька за 90 верст від повітового міста, 205 осіб, 35 дворів, православна церква, поштова станція.
- Велика Каширка — село при ставках, 188 осіб, 34 двори, лавка.
- Григоро-Денисівка (Велика Тимківська) — містечко річці Боковенька, 60 осіб, 25 дворів, православна церква.
- Миколаївка — село при балці Терноватка та ставках, 487 осіб, 89 дворів, паровий млин, теслярня майстерня.